# Marcgravia brachysepala
Marcgravia brachysepala är en tvåhjärtbladig växtart som beskrevs av Ignatz Urban. Marcgravia brachysepala ingår i släktet Marcgravia och familjen Marcgraviaceae. Inga underarter finns listade i Catalogue of Life.